# Bay Point
Bay Point is een plaats in Contra Costa County in Californië in de VS.

## Geografie
De totale oppervlakte bedraagt 24,1 km² (9,3 mijl²) wat allemaal land is.

## Demografie
Volgens de census van 2000 bedroeg de bevolkingsdichtheid 895,0/km² (2318,2/mijl²) en bedroeg het totale bevolkingsaantal 21.534 dat bestond uit:
- 46,25% blanken
- 12,71% zwarten of Afrikaanse Amerikanen
- 1,05% inheemse Amerikanen
- 11,15% Aziaten
- 0,85% mensen afkomstig van eilanden in de Grote Oceaan
- 20,18% andere
- 7,82% twee of meer rassen
- 38,64% Spaans of Latino

Er waren 6525 gezinnen en 4919 families in Bay Point. De gemiddelde gezinsgrootte bedroeg 3,27.

## Plaatsen in de nabije omgeving
De onderstaande figuur toont nabijgelegen plaatsen in een straal van 16 km rond Bay Point.